# کیوان مهتدی
کیوان مهتدی (زادهٔ ۱۳۶۵) زندانی سیاسی، مترجم و فعال کارگری ایرانی است. وی عضو کانون نویسندگان ایران است.

## زندگی‌نامه
کیوان مهتدی، فارغ‌التحصیل رشته متالورژی از دانشگاه صنعتی شریف است. او از دوران جوانی و دانشجویی خود، در حوزه حقوق کارگران، کودکان کار و آسیب‌دیدگان اجتماعی به فعالیت می‌پرداخته‌است. مهتدی، مترجم و نویسنده است و عمده آثاری را در رابطه حقوق کارگران و نقد سرمایه‌داری است. او همچنین عضو کانون نویسندگان ایران است.

## بازداشت‌ها

### اعتراضات ۸۸
کیوان مهتدی یک بار در جریان اعتراضات سال ۱۳۸۸ بازداشت شده‌بود.

### اعتراضات صنفی ۱۳۹۷
مهتدی در بازداشت سال ۱۳۹۷ که به همراه رضا شهابی و حسن سعیدی، دو تن از اعضای سندیکای کارگران شرکت واحد، در کنار امیر عباس آزرم‌وند، روزنامه‌نگار و رهام یگانه از حامیان فعالان کارگری صورت گرفته بود، بعد از مدت کوتاهی به همراه دیگر بازداشتی‌ها آزاد شد.

### بازداشت اردیبهشت ۱۴۰۱
۱۹ اردیبهشت ۱۴۰۱، کیوان مهتدی به همراه همسرش آنیشا اسداللهی، توسط سازمان اطلاعات سپاه در خانه‌اش بازداشت شد. او در دادگاه انقلاب، محاکمه و به‌اتهام «اجتماع و تبانی علیه امنیت ملی» و «تبلیغ علیه نظام» در مجموع به ۶ سال حبس محکوم شد. همچنین در دادگاه تجدید نظر این حکم عیناً تأیید شد.
اردیبهشت ۱۴۰۲ خانواده مهتدی اعلام کرد که مأموران حکومتی از رساندن دارو به کیوان مهتدی در زندان جلوگیری می‌کنند.